# Скарна
Скарна (англ. Scarnagh) — деревня в Ирландии, находится в графстве Уэксфорд (провинция Ленстер) у трассы R772.